# União das Freguesias de Oliveira do Mondego e Travanca do Mondego
União das Freguesias de Oliveira do Mondego e Travanca do Mondego, kurz Oliveira do Mondego e Travanca do Mondego, ist eine portugiesische Gemeinde (Freguesia) im Kreis (Concelho) von Penacova. Sie umfasst eine Fläche von 22,45 km² und hat 1019 Einwohner (Stand nach Zahlen von 2011).
Die Gemeinde entstand im Zuge der kommunalen Neuordnung Portugals am 29. September 2013, als Zusammenschluss der bisherigen Gemeinden Oliveira do Mondego und Travanca do Mondego. Sitz der neuen Gemeinde wurde Oliveira do Mondego.